# Алльманнсвайлер
Алльманнсвайлер (нім. Allmannsweiler) — громада в Німеччині, знаходиться в землі Баден-Вюртемберг. Підпорядковується адміністративному округу Тюбінген. Входить до складу району Біберах.
Площа — 4,10 км2. Населення становить 322 ос. (станом на 31 грудня 2020).